# Euphorbia compressa
Euphorbia compressa är en törelväxtart som beskrevs av Pierre Edmond Boissier. Euphorbia compressa ingår i släktet törlar, och familjen törelväxter.
Artens utbredningsområde är Venezuela. Inga underarter finns listade i Catalogue of Life.